# Galina Terentjeva
Galina Terentjeva (Галина Терентьева) (31. prosinca 1974., Moskva) je ruska hokejašica na travi. Igra na mjestu vratarke.
Svojim igrama je izborila mjesto u ruskoj izabranoj vrsti.

## Sudjelovanja na velikim natjecanjima
- 2002.: SP u Perthu: 16.
- 2002.: Champions Challenge u Johannesburgu, 6. mjesto

## Vanjske poveznice
- (rus.) ВолгаТелеком  Arhivirana inačica izvorne stranice od 26. kolovoza 2007. (Wayback Machine)  Галина Терентьева